# Carla Bley
Pour les articles homonymes, voir Bley.
Carla Bley est le nom de scène de Lovella May Borg, née le 11 mai 1936 à Oakland (Californie) et morte le 17 octobre 2023 à Willow (État de New York), une pianiste, organiste, compositrice et cheffe d'orchestre de jazz américaine.
Musicienne au style inclassable, Carla Bley est une figure importante du jazz post-bop. Elle écrit l'opéra jazz Escalator over the Hill à la fin des années 1960. Après avoir beaucoup écrit pour son big band, elle prend confiance dans son jeu de pianiste au fil des années 1990, jusqu'à se consacrer davantage à son trio avec le saxophoniste Andy Sheppard et son compagnon, le bassiste Steve Swallow.
Elle travaille également avec des artistes du monde de la pop comme Linda Ronstadt, ou du rock comme Jack Bruce, Robert Wyatt ou Nick Mason.

## Biographie

### Jeunesse
Carla Borg naît à Oakland en Californie le 11 mai 1936. Son père, Emil Borg est professeur de piano et maître de chapelle. Très croyant, il pousse sa fille à chanter et à apprendre le piano dès l’âge de trois ans pour jouer de la musique religieuse. Elle est principalement autodidacte, arrêtant les cours à l'âge de 5 ou 8 ans. Elle arrête l'école à 15 ans.

### Départ pour New York

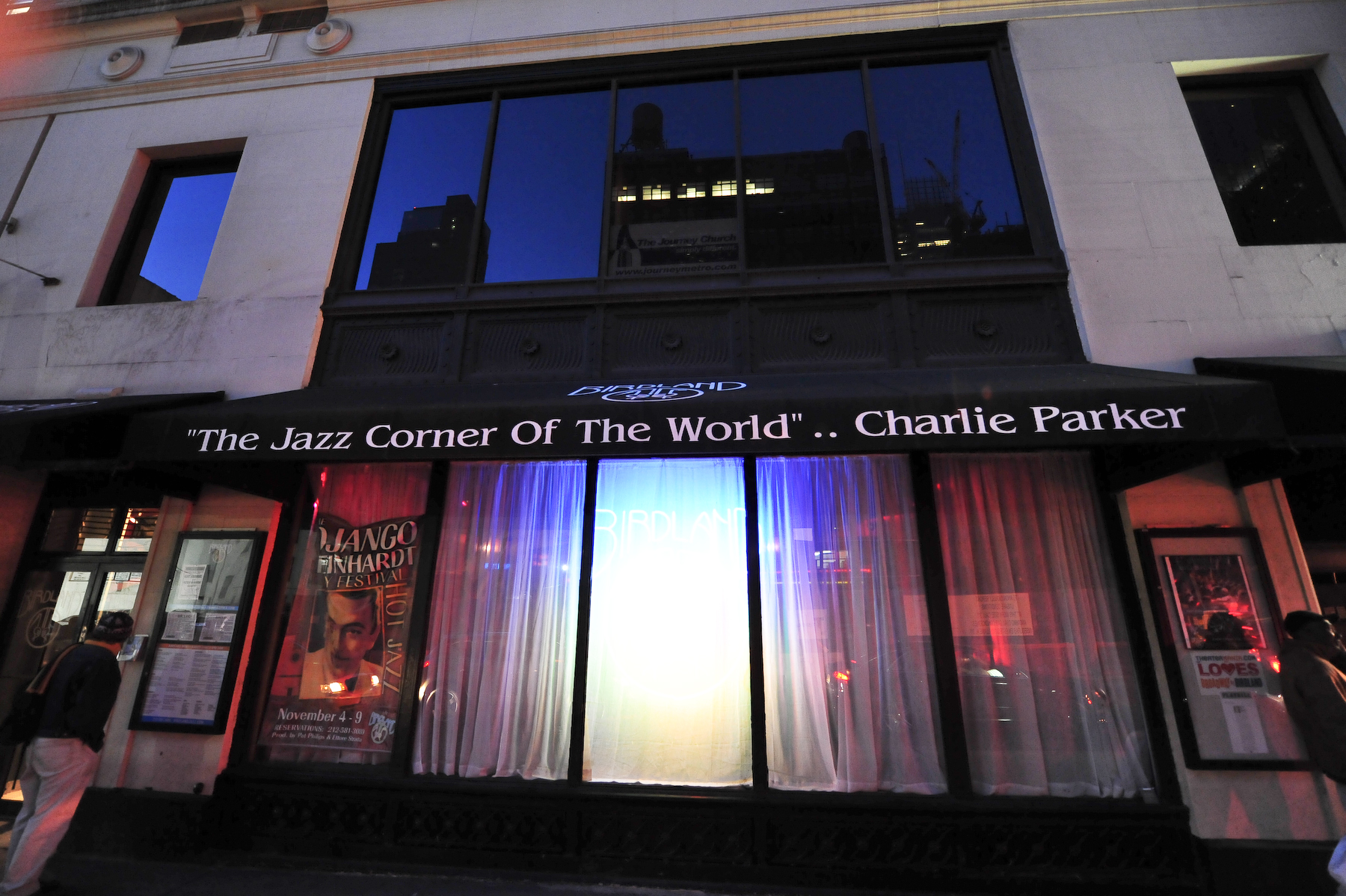
Actuel Birdland de la de Manhattan à New York (2008).

Carla Bley écoute un peu de jazz, sans intérêt particulier. Sa vie change en 1955, à l'écoute de What's New? de Teo Macero, un album de jazz atonal, polyrythmique et librement improvisé. Sur-le-champ, elle emprunte une voiture et débarque à New York, alors qu'elle est âgée de 17 ans. Comme elle est sans le sou et veut écouter de la musique, elle travaille comme vendeuse de cigarettes ou photographe au Birdland, où elle écoute notamment Bud Powell, Thelonious Monk ou Count Basie, qui restera son pianiste préféré. Elle y rencontre le pianiste Paul Bley avec qui elle se marie en 1957. Partis à Los Angeles, il l'encourage à composer : elle raconte qu'un jour, manquant de morceaux pour un concert, Paul est venu la voir en lui disant qu'il lui fallait six morceaux pour le lendemain. Pour autant elle doute de ses talents, et son psychiatre de l'époque lui suggère des électrochocs pour l'aider à se débarrasser de cette idée de composer.
Paul Bley engage Ornette Coleman dans son quartet, et Carla découvre le free jazz, style qui marquera durablement sa musique.
Carla et Paul divorcent deux ans plus tard, elle garde le nom de Bley et Paul garde à son répertoire nombre des compositions de son ex-épouse.
Elle retourne à New York au début des années 1960. Ses compositions commencent à être interprétées par Jimmy Giuffre (Fusion, Thesis en 1961), George Russell ou Art Farmer. Elle travaille dans les vestiaires de clubs de jazz (Basin Street, Jazz Gallery) afin d'écouter le plus de musique possible.

### Le Jazz Composer's Orchestra
En 1964, Carla Bley rencontre Michael Mantler qui sera son compagnon dans la vie privée pendant des années. Ils participent tous deux à l’aventure de la Jazz Composers Guild, un collectif créé par le trompettiste Bill Dixon où se croisent nombre de musiciens du jazz d’avant-garde de l’époque (Roswell Rudd, Archie Shepp, Don Cherry, Milford Graves, Cecil Taylor, Pharoah Sanders, Gato Barbieri, Leroy Jenkins, Grachan Moncur III, etc.). Bley écrit quelques pièces pour cet ensemble de musiciens, dont Roast, qu'elle considère comme un désastre.
En 1966, elle sort son premier disque, Jazz Realities, avec Michael Mantler et Steve Lacy, marqué par l'influence du free jazz et de l'improvisation collective.
En 1966, Mantler et Carla Bley sont à l’initiative du Jazz Composer's Orchestra, émanation de la « guilde ». Une association à but non lucratif, la Jazz Composers Orchestra Association Inc. est créée pour le financement de l'orchestre et la publication des disques (label JCOA). La même année naît leur fille Karen Mantler, qui jouera sur plusieurs albums de Bley.
C’est avec cette formation qu’ils enregistrent, entre autres, l’opéra jazz Escalator over the Hill. Cet OVNI musical long de deux heures (où se trouve brassés free jazz, rock, musique indienne et réminiscences de la musique de Kurt Weill) est publié en 1971 sous forme de trois LP par le label JCOA. Les enregistrements se sont étalés sur trois ans (1968-1971). Le livret est du poète Paul Haines. Cinquante-trois musiciens y participent, issus en grande partie de ce qui se fait de mieux en matière de jazz et de rock : Viva, Jack Bruce, Linda Ronstadt, Sheila Jordan, Jeanne Lee, Karen Mantler et des musiciens comme Gato Barbieri, Jimmy Lyons, Don Cherry, Enrico Rava, Jimmy Knepper, Roswell Rudd, Howard Johnson, Leroy Jenkins, Don Preston, John McLaughlin, Sam Brown, Charlie Haden, Karl Berger, Paul Motian, etc.

### Autres collaborations
En dehors de son activité avec le Jazz Composer's Orchestra, Carla Bley collabore avec d'autres musiciens.
En 1967, elle écrit pour Gary Burton « l'opéra sans paroles » A Genuine Tong Funeral, en fait une suite instrumentale sur le thème de la mort. Elle y mêle musique latino-américaine, blues, rock et la musique de Kurt Weill.
En 1968, elle écrit les arrangements du disque Liberation Music Orchestra de Charlie Haden. Ce disque affiche ouvertement les opinions politiques de gauche d'Haden. Outre des compositions de la pianiste, du contrebassiste (dont un hommage à Che Guevara) et d'Ornette Coleman, sont interprétés des chants traditionnels de la guerre d'Espagne, une marche « révolutionnaire » de Hanns Eisler et le negro spiritual We Shall Overcome (un des symboles de la lutte contre la guerre du Viêt Nam). Bley et Haden se retrouveront à d'autres reprises pour d'autres disques sous le nom de Liberation Music Orchestra.

### Premiers albums avec le Carla Bley Band
En 1973, Carla Bley et Michael Mantler fondent le label WATT, un nom qui selon Bley s'inspire de trois choses : les Watts Towers de Los Angeles, le roman Watt (en) de Samuel Beckett, et « Watt the hell was that? » (jeu de mots sur watt/what). C'est sur ce label qu'est publié son premier disque comme leadere, l'étrange Tropic Appetites (texte des chansons Paul Haines, chanteuse Julie Tippetts). Suit, en 1977, Dinner Music où la section rythmique est celle du groupe Stuff du batteur Steve Gadd.
Elle fait partie du Jack Bruce Band en 1975, avec lequel elle donne plusieurs concerts, dont témoigne notamment Live '75 (publié en 2003).
Dans les années 1975-85, elle dirige le Carla Bley Band, un orchestre d'une dizaine de musiciens, composé en général de cuivres (trompette, trombone, tuba, cor), de bois (saxophones alto et ténor), d'une section rythmique (piano, basse, batterie), avec Carla Bley doublant la section rythmique au piano ou à l'orgue.

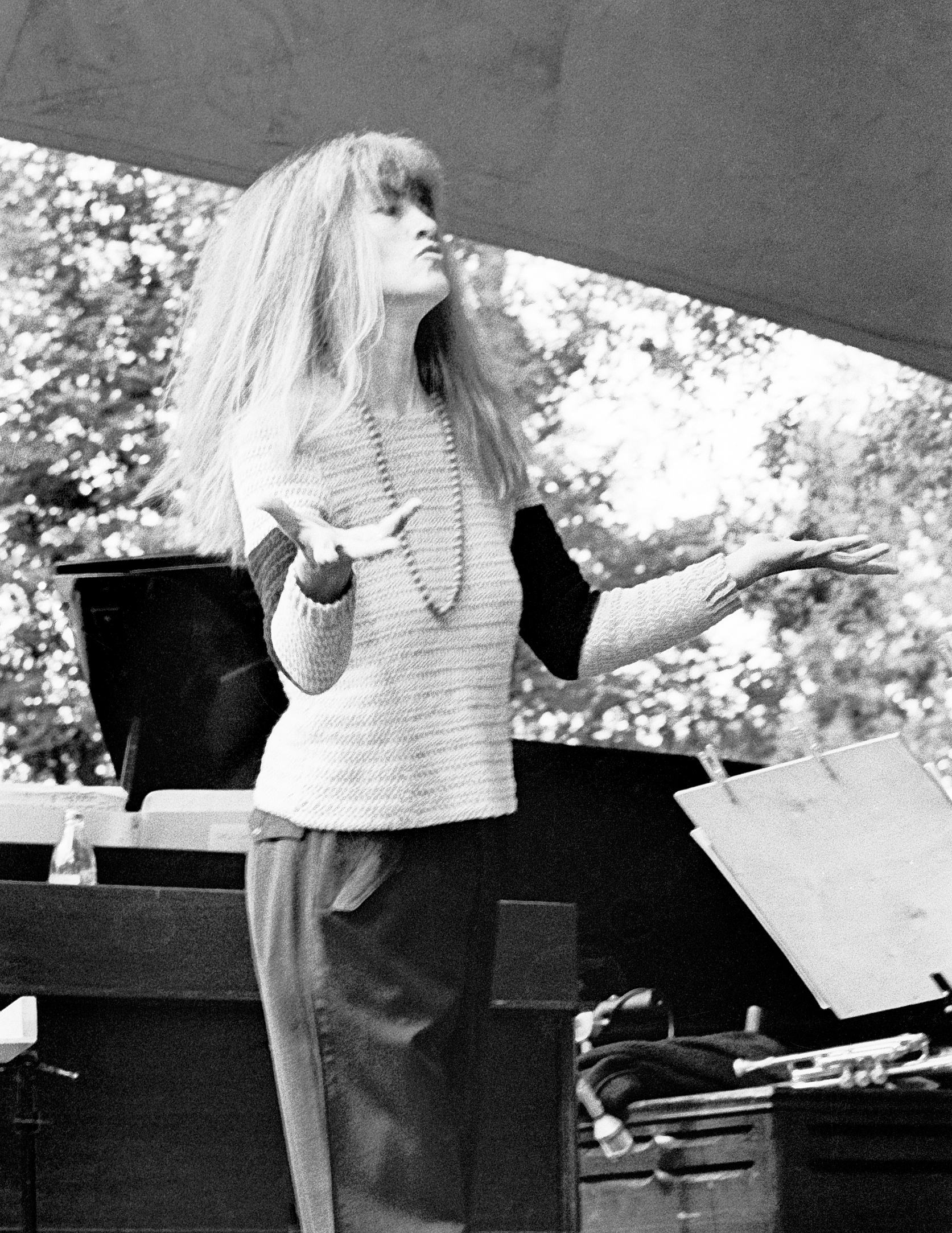
Carla Bley au festival de jazz de Pori, 1978.

Le Carla Bley Band publie les albums suivants : European Tour 1977, Musique Mecanique (1978), Social Studies (1981), Live! (1982) et I Hate to Sing (1984).
En 1979, elle écrit et arrange des chansons pour le disque Fictitious Sports, de Nick Mason, batteur du groupe Pink Floyd, sur lequel on peut également entendre Robert Wyatt, ancien membre de Soft Machine.
En 1983, elle écrit la musique du film Mortelle randonnée de Claude Miller.

### Autres formations
En 1984, Carla Bley se produit au Montreux Jazz Festival avec le Carla Bley Band,.
Vers 1984, elle dissout le Carla Bley Band pour diriger un sextet sans cuivres (incluant Larry Willis, Hiram Bullock, Steve Swallow, Victor Lewis (en) et Don Alias).
En 1984 paraît Heavy Heart, suivi de Night-Glo (1985). Ces deux albums ne sont pas bien reçus par la critique et le public. Bley est pourtant « meilleur composit[rice] » dans le sondage annuel de Down Beat.
En 1985, à la demande de Jack Bruce, elle écrit un « mini-opéra » d’après le roman Under the Volcano de Malcolm Lowry. Il est donné au New Music America Festival de Los Angeles en 1985.
Elle agrandit son label en créant XtraWATT afin de produire des albums de sa famille et ses amis. Steve Swallow va rapidement y publier tous ses disques.
En 1988 paraît Duets, un album en duo avec Steve Swallow. D'abord considéré comme une récréation, le duo tournera plus de cinq ans.
Fin 1990, elle est professeure invitée au Collège de William et Mary à Williamsburg. Elle tourne en Europe, où elle enregistre The Very Big Carla Bley Band, qui reçoit le Prix Jazz Moderne de l'Académie du jazz.
En 1991 elle se sépare de Mantler, et s'installe avec Steve Swallow.

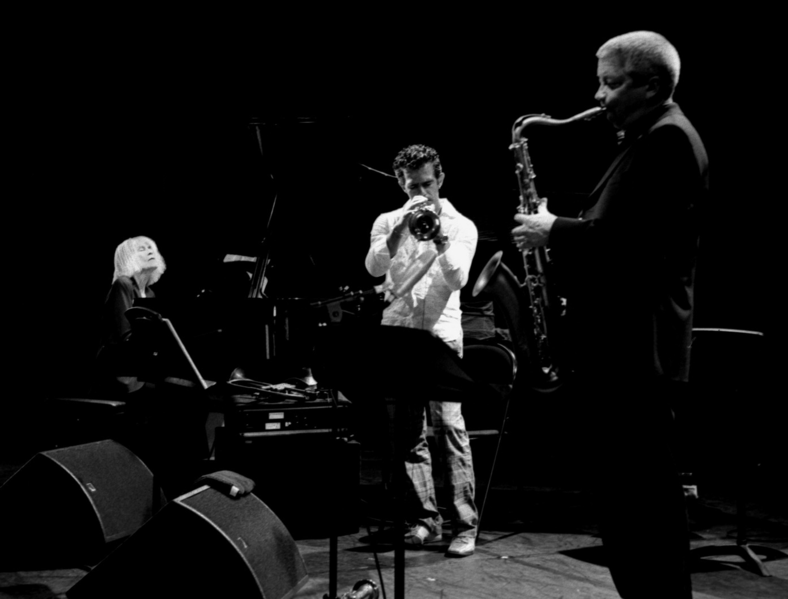
Carla Bley, Paolo Fresu et Andy Sheppard en 2007.

Carla Bley enregistre avec le Carla Bley Big Band, dont un des membres clés est Lew Soloff (en). Elle enregistre aussi des albums en combos (Songs with Legs en trio, The Lost Chords en quartet, The Lost Chords find Paolo Fresu en quintet) ou avec des formations de musique de chambre (Fancy Chamber Music).
Carla Bley écrit aussi des œuvres de commande : Coppetone pour The Lincoln Center Chamber Music Society, Romantic Notion pour Ursula Oppens, Continuoso pour The Houston Symphony, Birds of Paradise en 1992, pour le Glasgow Jazz Festival, Tigers In Training en 1994, pour l'orchestre de chambre allemand L’Art Pour L’Art, Setting Calvin’s Waltz en 1995, pour le Berlin Jazz Festival.
En 1996, elle joue Les Trois Lagons à Grenoble, avec Steve Swallow et Andy Sheppard. La pièce est une commande du festival de jazz de la ville inspirée par des papiers découpés d'Henri Matisse. La pièce sera enregistrée près de vingt ans plus tard sur Trios (2013).
En 1997, Carla Bley est en résidence pendant une semaine au Barbican Centre de Londres. Bley et Swallow vivent un mois à Copenhague, où ils se produisent dans le cadre d'un programme appelé Jazzvisits.
En 1998, Bley écrit pour un nouveau groupe, 4x4 (quatre vents et quatre musiciens en section rythmique), qui se produit pour la première fois à Tokyo en 1999. L'album 4x4 sort en 2000.

### Années 2000
Carla Bley continue de tourner avec différentes formations : en duo avec Swallow, en trio avec Swallow et Sheppard, auxquels s'ajoute parfois le batteur Billy Drummond (le groupe s'appelle alors The Lost Chords), ainsi qu'avec ses différents big bands. Elle écrit également de la musique de chambre.
Elle écrit et arrange pour le Liberation Music Orchestra de Charlie Haden. L'album du groupe Not In Our Name sort en 2005.
Sa pièce Nightly At The Black Orchid, commandée par le Monterey Jazz Festival, est jouée en septembre 2005, et figure sur l'album Appearing Nightly, publié en 2008.
Invitée par Michael Kaufmann, elle est artiste en résidence à la Philharmonie d'Essen pendant un an en 2005-2006. Elle y joue Fancy Chamber Music, compose notamment Carla's Christmas Carols, publié en 2009, et prépare une nouvelle version d'Escalator over the Hill.

### Trio avec Andy Sheppard et Steve Swallow

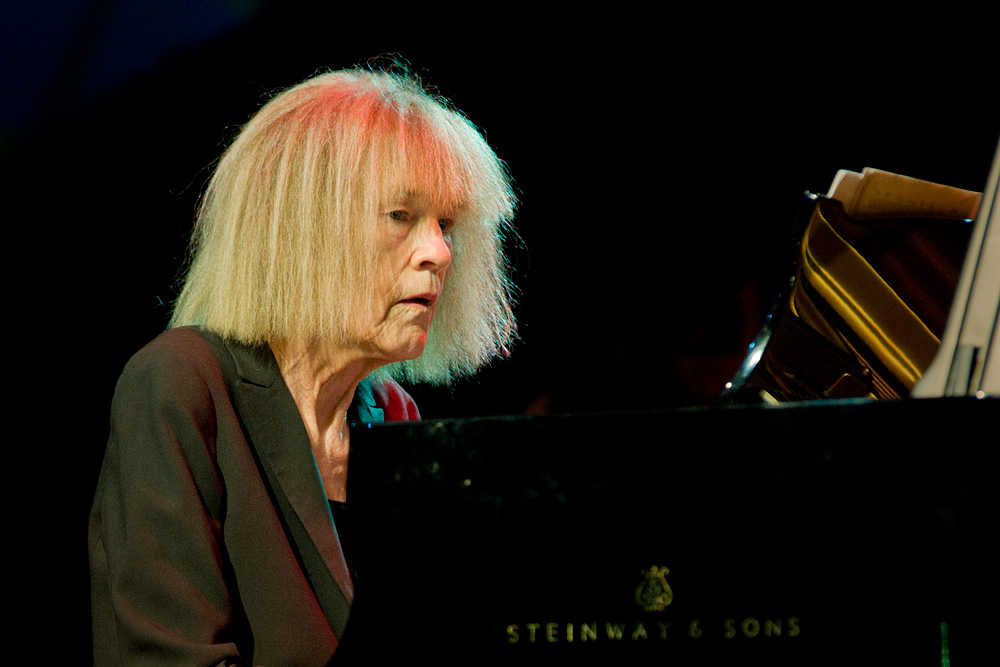
Carla Bley en 2012.

Lors d'interviews, Carla Bley explique qu'elle aimerait bien écrire pour big band, mais que le contexte économique ne lui permet pas. Elle se concentre donc sur le trio avec Andy Sheppard et Steve Swallow, groupe avec lequel elle a enregistré Songs with Legs en 1994. Ce trio s'avère avec être « la combinaison orchestrale la plus appropriée à l'expression de l'essence de sa musique ».
L'entente entre les trois musiciens est effectivement exceptionnelle, comme le raconte Carla Bley :

« Nous avons appris à respirer ensemble lorsque nous jouons. J’entends nos voix dans l’oreille de mon esprit quand je compose pour le groupe. J’aime particulièrement le flux conversationnel que le format du trio permet. Nous sommes essentiellement un orchestre de musique de chambre et ça me permet d'écrire de la musique sans éclat ni exagération. Une musique réduite à ses éléments les plus basiques. Ce format exige également de chacun d'entre nous qu'il improvise dans le caractère de la composition, ce qui est à la fois un défi, et les bons soirs, une intense satisfaction. »

— Carla Bley, Charleston City Paper.
Cette formation la ramène à ses débuts : Carla Bley a débuté en écrivant pour le trio similaire de Jimmy Giuffre, avec Paul Bley au piano et déjà Swallow à la basse (Fusion, Thesis en 1961).
En 2013 paraît Trios. Sorti chez ECM, c'est le premier album de Bley qui ne soit pas autoproduit sur son label Watts. Sur cet album ne figurent ainsi que des compositions que la pianiste a déjà enregistrées auparavant, notamment la ballade qu'elle a le plus enregistrée, Utviklingssang, apparaissant pour la première fois sur Social Studies en 1981.
Le trio enregistre un nouvel album en 2016, Andando el tiempo. Contrairement à Trios, où Bley, qui a eu 80 ans dix jours après la sortie de l'album, explorait des morceaux plus ou moins anciens, Andando el tiempo ne présente que des compositions originales. La suite en trois parties qui donne son nom à l'album, et dont le titre signifie « au fil du temps », est inspirée par le chemin d'un ami se délivrant d'une addiction aux médicaments.

### Dernières années
Carla Bley est opérée d'une tumeur au cerveau à la fin des années 2010. L'album Life Goes On (« La Vie continue »), et la suite éponyme, évoquent cet épisode.
Elle meurt le 17 octobre 2023 à son domicile de Willow, hameau de Woodstock dans l'État de New York,.

### Famille
Carla Bley est la mère de la pianiste Karen Mantler, née en 1966, fille du trompettiste Michael Mantler.

## Style

### Compositions
Carla Bley est une compositrice très prolifique, au style unique et très identifiable. Ses premiers morceaux, dans les années 1960, s'intègrent parfaitement dans l'avant-garde de l'époque en s'inspirant de la musique classique européenne (Satie ou Mompou…) ; bien souvent ils comportent des passages atonaux et ont des titres abstraits tels que Ictus ou Syndrome. L'humour, parfois vachard, est très présent dans son écriture (The Piano Lesson, Murder, The Internationale), et elle apprécie les parodies et le pastiche (Reactionary Tango, Copyright Royalties),. On trouve également dans ses morceaux des éléments de musique religieuse (The Lord is Listenin' to Ya, Hallelujah!, A New Hymn).
Elle s'appuie souvent sur des ostinatos qui évoluent et se transforment à chaque répétition.
Parmi ses influences, on peut trouver Thelonious Monk, Albert Ayler — dont elle dit qu'il « était larmoyant, dans le meilleur sens du terme. Il m'a permis d'assumer de jouer des choses très sentimentales » —, Charles Mingus ou le Sgt. Pepper's Lonely Hearts Club Band des Beatles, dont la structure, qui englobe tout l'album, l'a marquée. On évoque souvent Kurt Weill à son propos, mais elle affirme ne pas l'avoir écouté avant ses trente ans. Elle aime aussi le bluegrass et le gospel.
Comme de nombreux grands compositeurs de jazz, Carla Bley adapte son écriture en fonction des musiciens qui interpréteront ses pièces. Ses morceaux ont été joués et enregistrés par de nombreux jazzmen (Gary Burton, Don Ellis, Art Farmer, Jan Garbarek, Jimmy Giuffre, Steve Kuhn, Steve Lacy, John McLaughlin, Jaco Pastorius, Michel Portal, George Russell, Tony Williams, Eberhard Weber, Phil Woods, Attila Zoller (en), etc.).
Certaines de ses compositions sont devenues des standards de jazz. Dans le 1er Real Book on trouve ses titres : Sing Me Softly Of The Blues, Mother of the Dead Man, Ida Lupino, Vashkar et Ictus.
La musicienne met en libre accès un grand nombre de partitions de ses compositions (lead sheets ou parfois partitions de piano) sur son site.

### Jeu de pianiste
Carla Bley a appris le piano principalement en autodidacte, et a vraiment travaillé son instrument plus tard que la plupart des pianistes de jazz. Elle joue quotidiennement les 51 exercices de Brahms.
Pendant très longtemps, elle s'est mise en retrait en tant que pianiste, privilégiant son travail de compositrice. Au cours des années 1990, Bley forme un trio avec Andy Sheppard et Steve Swallow, dont le premier album, Songs with Legs, sort en 1994. Bley, habituée au rôle de compositrice et d'arrangeuse se retrouve alors dans la position inconfortable de pianiste soliste. Elle semble s'être habituée à ce rôle dans les années 2000, laissant libre cours à son pianisme singulier, dépouillé, évoquant le jeu de Thelonious Monk, ou d'Herbie Nichols.

## Distinctions
- 1972 : Bourse Guggenheim (composition)[3]
- 1972 : Meilleur album de jazz pour Escalator over the Hill, élu par les lecteurs de Melody Maker[4]
- Oscar du meilleur disque de jazz moderne 1972 pour Escalator over the Hill, décerné par l'Académie du jazz[31]
- (années 1970) - Composition Grant du National Endowment for the Arts
- (années 1970) - Composition Grant du Creative Artists Program Service
- 1979 : New York Jazz Award (arrangeuse)
- 1984 : Grammy Nomination (pour l'arrangement de Misterioso)
- 1985 : Deutscher Schallplattenpreis
- (années 1980) - Downbeat Poll (meilleur compositeur)
- 1990 : Jazz Times[C'est-à-dire ?] (compositeur)
- 1990 : Hi Fi Vision (musicien jazz de l'année)
- 1990 : Down Beat : enregistrement de l'année pour l'album de Charlie Haden Dream Keeper (en) - arrangeuse)[3]
- 1991 : Down Beat Poll-Critics : meilleur arrangeur)
- 1991 : Down Beat Poll-Readers : meilleur compositeur et arrangeur)
- 1991 : Prix Jazz Moderne (pour The Very Big Carla Bley Band)
- 1992 : Down Beat Poll-Critics : meilleur arrangeur)
- 1992 : Down Beat Poll-Readers : meilleur compositeur et arrangeur)
- 1993 : Down Beat Poll-Critics : meilleur arrangeur)
- 1994 : Down Beat Poll-Critics : meilleur arrangeur)
- 1994 : Down Beat Poll-Readers : meilleur compositeur arrangeur)
- 2012 : Doctorat honoris causa de l'université Toulouse-Jean-Jaurès[32]
- 2015 : National Endowment for the Arts Jazz Master[7]

## Discographie

### Comme leader

#### En studio
- 1974 : Tropic Appetites
- 1977 : Dinner Music
- 1979 : Musique Mecanique
- 1981 : Social Studies
- 1984 : Heavy Heart
- 1985 : Night-Glo
- 1987 : Sextet
- 1991 : The Very Big Carla Bley Band
- 1993 : Big Band Theory
- 1998 : Fancy Chamber Music
- 2000 : 4x4
- 2003 : Looking for America
- 2007 : The Lost Chords find Paolo Fresu (Watt/ECM)
- 2009 : Carla's Christmas Carols

#### En concert
- 1978 : European Tour 1977
- 1982 : Live!
- 1984 : I Hate to Sing
- 1989 : Fleur Carnivore
- 1996 : The Carla Bley Big Band Goes to Church
- 2004 : The Lost Chords
- 2008 : Appearing Nightly

### Comme co-leader

#### Avec Steve Swallow
- 1988 : Duets
- 1992 : Go Together
- 1999 : Are We There Yet?

#### Avec Steve Swallow et Andy Sheppard
- 1994 : Songs with Legs
- 2013 : Trios
- 2016 : Andando el tiempo
- 2020 : Life Goes On

#### Avec le Jazz Composer's Orchestra
- 1965 : Communication (en)
- 1968 : The Jazz Composer's Orchestra (en)
- 1971 : Escalator over the Hill (musique de Carla Bley sur un livret de Paul Haines)
- 1973 : Relativity Suite (leader Don Cherry)
- 1975 : The Gardens of Harlem (leader Clifford Thornton (en))
- 1975 : Echoes of Prayer (leader Grachan Moncur III)

#### AvecMichael Mantler
- 1966 : Jazz Realities - avec Steve Lacy
- 1973 : No Answer - avec Jack Bruce, Don Cherry… sur un texte de Samuel Beckett
- 1975 : 13 & ¾
- 1976 : The Hapless Child
- 1976 : Silence
- 1977 : Movies
- 1980 : More Movies
- 1982 : Something There

#### AvecCharlie Hadenet le Liberation Music Orchestra
- 1969 : Liberation Music Orchestra
- 1983 : The Ballad Of The Fallen
- 1990 : Dream Keeper
- 1999 : The Montreal Tapes : Liberation Music Orchestra
- 2005 : Not In Our Name

### Comme arrangeuse ousidewoman
- 1967 : Gary Burton - A Genuine Tong Funeral - avec Gato Barbieri, Steve Lacy, Jimmy Knepper, Michael Mantler, Larry Coryell, Steve Swallow et Bob Moses (en).
- 1975 : Jack Bruce - The Jack Bruce Band Live '75
- 1975 : Jack Bruce - Live on the Old Grey Whistle Test
- 1977 : John Greaves - Kew. Rhone.
- 1979 : Nick Mason - Fictitious Sports - avec Robert Wyatt, Steve Swallow, Michael Mantler, Gary Windo, etc.
- 1981 : [Album collectif en hommage à Nino Rota] - Amarcord Nino Rota - Le Carla Bley Band interprète un arrangement de la musique du film 8½
- 1984 : [album collectif en hommage à Thelonious Monk] - That's the Way I Feel Now - Le CBB interprète Misterioso
- 1985 : [album collectif en hommage à Kurt Weill] - Lost in the Stars: The Music of Kurt Weill - Le CBB interprète Lost in the Stars, soliste Phil Woods.
- 1971-1985 : Gary Windo - His Master's Bones [album posthume publié en 1997]
- 1985 : The Golden Palominos (en) - Visions of Excess
- 1991 : The Golden Palominos - Drunk with Passion
- 1995 : [Album collectif] - A Very Special Christmas : Jazz to the World - Le CBB interprète It Snow! Let It Snow

### DVD Vidéo
- 1983/2003 : Live in Montreal

### Bande originale
- 1983 : Mortelle Randonnée (Carla Bley Band, musique du film de Claude Miller)

### Radio
- Alex Dutilh, « Open Jazz : Carla Bley, la muse et la musicienne », Interview en 10 épisodes : 1/La muse et la musicienne ; 2/La compositrice et arrangeuse : 3/La pianiste et la danseuse ; 4/La cheffe de bande ; 5/La styliste du dépouillement ; 6/ et 7/Escalator Over the Hill ; 8/Jazz Composer's Orchestra ; 9/Suites ; 10/Tropic Appetites, sur France Musique, 17-28 juillet 2011